# Octavo (moneta)
Octavo –
- miedziana moneta filipińska o wartości ⅛ reala bita w latach 1773–1830,
- nazwa ⅛ reala meksykańskiego bitego w miedzi w latach 1824–1865.